# Luca Iaconi-Stewart
Luca Iaconi-Stewart (né vers 1991) est un designer américain qui a fait une large publicité en 2014 pour la construction d'une maquette à l'échelle 1/60 d'un Boeing 777 d'Air India en utilisant des dossiers en manille. 
Iaconi-Stewart a commencé à travailler sur le modèle alors qu'il était junior au lycée de Lick-Wilmerding (en) de San Francisco à la fin des années 2000. Il a affirmé qu'il avait fallu 10 000 heures pour terminer et qu'il avait consacré un été entier à la construction des sièges des passagers.  CNET a déclaré le modèle « l'avion en papier le plus cool jamais » tandis que WIRED a nommé Iaconi-Stewart « le meilleur fabricant d'avion en papier du monde ».  Selon Iaconi-Stewart, il a abandonné ses études à Vassar afin de consacrer plus de temps à la construction du modèle. Dans une interview accordée à The Independent, Iaconi-Stewart a déclaré que son travail avait été inspiré par un effort visant à « repousser les limites de ce qui pouvait être fait » avec des dossiers en manille. 
Depuis 2014, Iaconi-Stewart est employé à des petits boulots dans la région de San Francisco. 

## Voir également
- Avion en papier